# Nui
Nui egyike Tuvalu 9 körzetének. (Ezekből 3 egy szigeten van, 6 külön atoll, kisebb szigetekkel). A 2002-es népszámlálás szerint 548 lakója van.

## Földrajza
Nui legalább 21 szigetből áll. Ezek:
- Fenua Tapu (isle)
- Meang
- Motupuakaka
- Pakantou
- Piliaieve
- Pongalei
- Talalolae
- Tokinivae
- Unimai
- és még legalább 12 sziget.

A legnagyobb, legdélkeletibb sziget Fenua Tapu, ezt követi Meang(a legnyugatibb sziget), Tkinivae, Pongalei, Talalolae, Unimai, Pilaieve, Motupuakaka. Legalább egy szigete lakott, ez Fenua Tapu.

## Nyelvek
Az emberek a gilberti nyelvet beszélik, Kiribati és Tuvalu nyelvét. Nui lakói Kiribatiról érkeztek.